# Бережаны (Винницкая область)
Бережаны (укр. Бережаны; до 1964 года — Гулевцы, укр. Гулівці, с 1964 по 2016 — Коммунаровка, укр. Комунарівка) — село на Украине, находится в Калиновском районе Винницкой области.
Код КОАТУУ — 0521683303. Население по переписи 2001 года составляет 1287 человек. Почтовый индекс — 22426. Телефонный код — 4333.
Занимает площадь 2,701 км².
В селе действует храм Рождества Пресвятой Богородицы Калиновского благочиния Винницкой епархии Украинской православной церкви.

## Адрес местного совета
22426, Винницкая область, Калиновский р-н, с. Бережаны, ул. Ленина, 25